# Valerie Hobson
Valerie Hobson, właśc. Babette Louisa Valerie Hobson (ur. 14 kwietnia 1917 w Larne, zm. 13 listopada 1998 w Londynie) – brytyjska aktorka filmowa.

## Biografia
Urodziła się w Larne (obecna Irlandia Północna). Ukończyła Royal Academy of Dramatic Art. W 1934 roku podpisała kontrakt z amerykańską wytwórnią United Artists. Wystąpiła w kilku filmach wyprodukowanych przez tę wytwórnię, takich jak Narzeczona Frankensteina (Bride of Frankenstein), czy Wilkołak z Londynu (Werewolf of London). W 1936 roku powróciła do Wielkiej Brytanii, gdzie szybko osiągnęła status gwiazdy filmowej pojawiając się w wielu produkcjach. W 1954 roku zrezygnowała z aktorstwa. Zmarła w Londynie na atak serca w wieku 81 lat.
Prywatnie Hobson była dwukrotnie mężatką. W 1939 roku wyszła za producenta filmowego Anthony'ego Havelock-Allana, z którym rozwiodła się w 1952. Miała z nim dwoje dzieci. W 1954 roku ponownie wyszła za mąż - za polityka Johna Profumo, który w 1963 roku uwikłał się w głośny skandal obyczajowy (tzw. Afera Profumo). Hobson wspierała wtedy męża. Ich małżeństwo trwało aż do jej śmierci w 1998. Mieli jedno dziecko.

## Filmografia wybrana[2]
- 1933: Eyes of Fate
- 1934: The Path of Glory
- 1934: Two Hearts in Waltz Time
- 1934: Badger's Green
- 1934: Strange Wives
- 1935: Life Returns
- 1935: The Mystery of Edwin Drood
- 1935: Rendezvous at Midnight
- 1935: Oh, What a Night
- 1935: Narzeczona Frankensteina (Bride of Frankenstein)
- 1935: Wilkołak z Londynu (Werewolf of London)
- 1935: Chinatown Squad
- 1935: The Great Impersonation
- 1936: August Week End
- 1936: Secret of Stamboul
- 1936: Tugboat Princess
- 1936: No Escape
- 1937: Jump for Glory
- 1938: The Drum
- 1938: This Man Is News
- 1939: The Silent Battle
- 1939: The Spy in Black
- 1939: Q Planes
- 1939: This Man in Paris
- 1940: Contraband
- 1941: Atlantic Ferry
- 1942: Unpublished Story
- 1943: The Adventures of Tartu
- 1946: The Years Between
- 1946: Wielkie nadzieje (Great Expectations)
- 1948: Blanche Fury
- 1948: The Small Voice
- 1949: Szlachectwo zobowiązuje (Kind Hearts and Coronets)
- 1949: Das Ende einer Reise
- 1949: The Rocking Horse Winner
- 1952: The Card
- 1952: Who Goes There!
- 1952: Meet Me Tonight
- 1952: The Voice of Merrill
- 1953: Background
- 1954: Monsieur Ripois